# 요한 산타나
요한 알렉산더 산타나 아라케(Johan Alexander Santana Araque, 1979년 3월 13일 ~ )는 베네수엘라의 프로 야구 좌완 투수이다. 현재 신분은 자유 계약 선수이며, 그 전에 메이저 리그 베이스볼(MLB) 팀 미네소타 트윈스와 뉴욕 메츠에서 뛰었다. 미네소타 트윈스 시절 팀의 에이스로 활약했고, 2006년에는 트리플 크라운을 달성했다. 2000년대 중반 메이저 리그 최정상급 투수였으나, 뉴욕 메츠로 트레이드된 이후 부상으로 인해 2012년 시즌을 마지막으로 현재까지 메이저 리그에서 모습을 보이지 못하고 있다. 현재 여러 마이너 리그 팀을 거치며 메이저 복귀를 노리고 있다.